# Seleção Alemã de Hóquei sobre a grama feminino
A Seleção Alemã de Hóquei Sobre a Grama Feminino é a equipe nacional que representa a Alemanha em competições internacionais de hóquei sobre a grama. A seleção é gerenciada pela Deutscher Hockey-Bund.
A seleção alemã é uma das mais reconhecidas na história do esporte, tendo conquistado a medalha de ouro nos Jogos Olímpicos de Verão de 2004 em Atenas, além de dois títulos na Copa do Mundo de Hóquei sobre a grama.